# 短脉秽蝇属
短脉秽蝇属（学名：Aphanoneura）为家蝇科的一个属。

## 下属物种
本属包括以下物种：
- 鬃股短脉秽蝇 Aphananeura echinata (Stein)